# 갈비 (쇠고기)

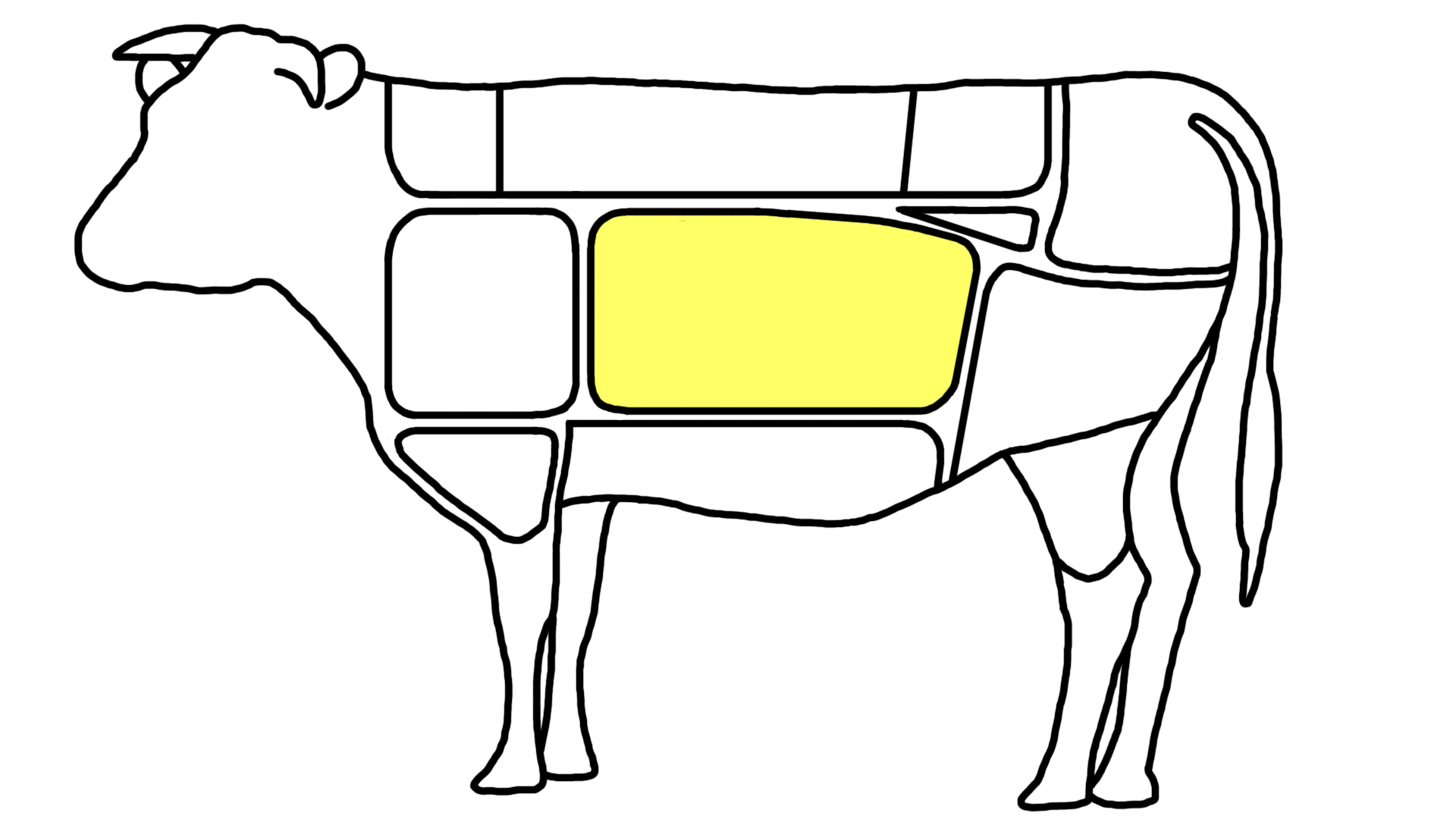
갈비

쇠고기에서 갈비는 소의 가슴통을 이루는 좌우 열두 개의 굽은 뼈와 살로 구성된 부위이다. 소도체에서 앞다리 부분을 분리한 다음 늑골 주위와 근육에서 등심과 양지부위의 근육을 절단한 후 흉추에서 늑놀림 분리시킨 것으로서 늑골을 포함시키고 과다한 지방을 제거 정형한다.

## 부위
갈비는 제비추리, 마구리, 갈비살, 본갈비, 꽃갈비, 참갈비, 토시살, 안창살로 이루어져 있다.

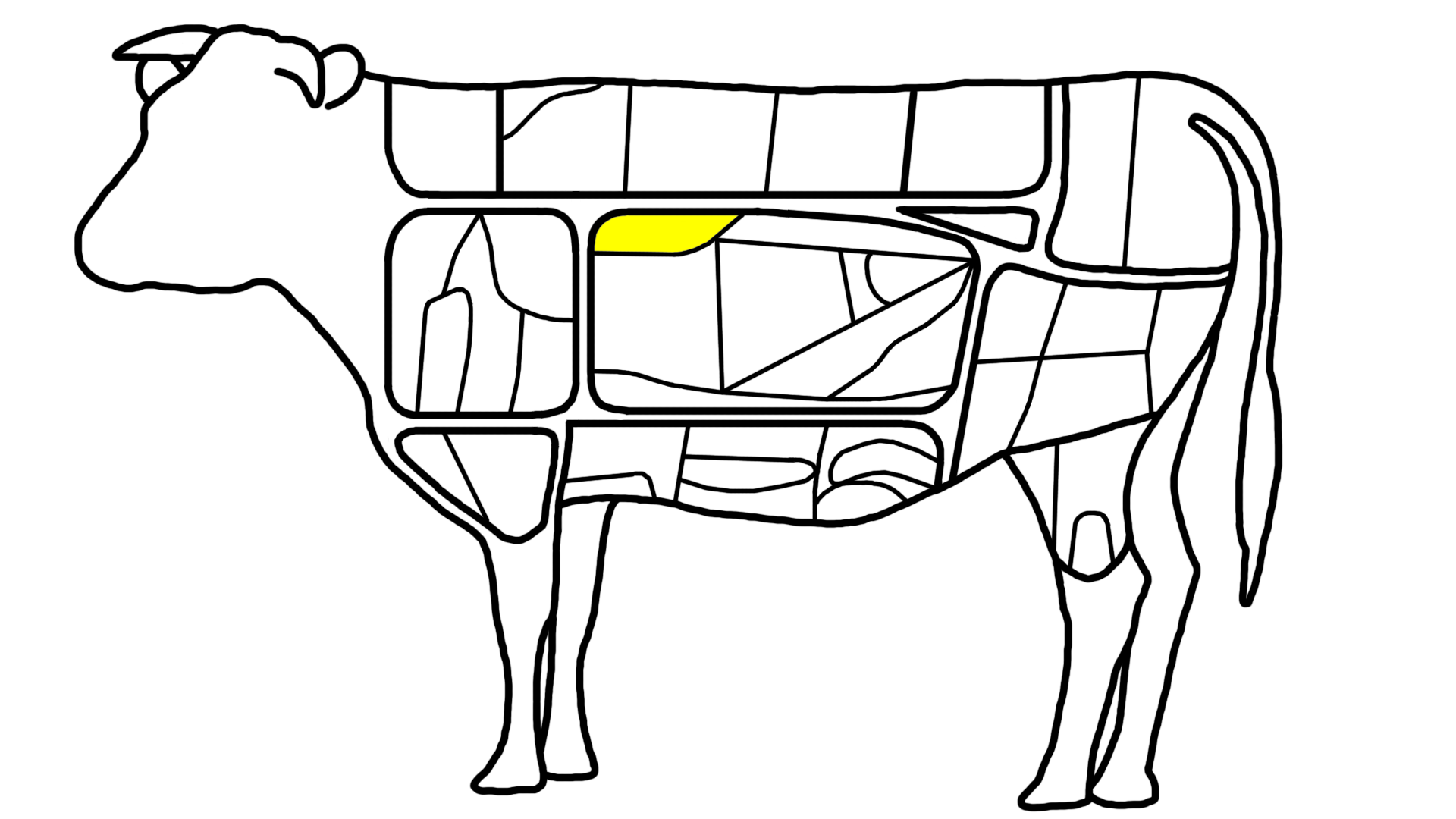
제비추리
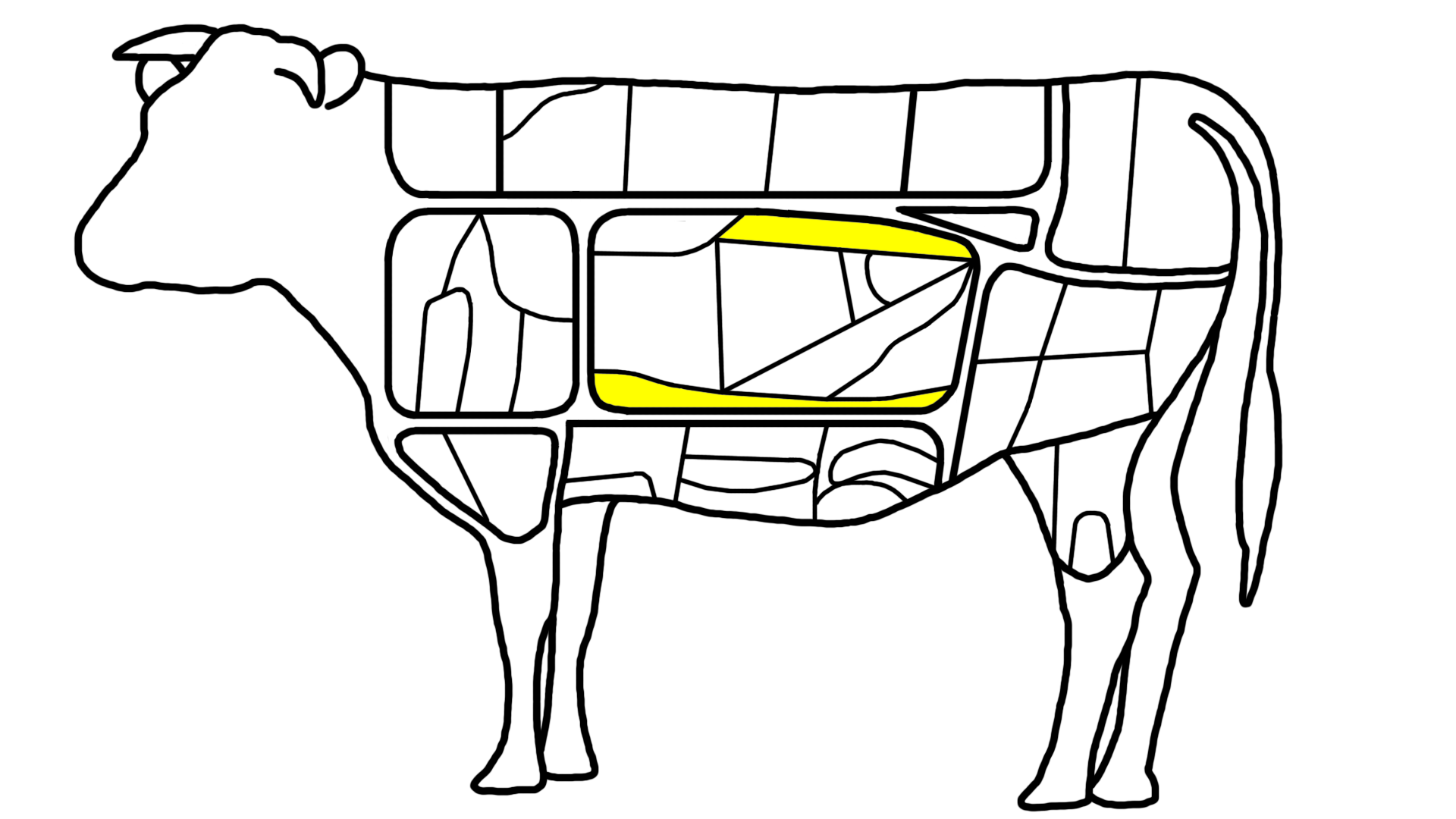
마구리
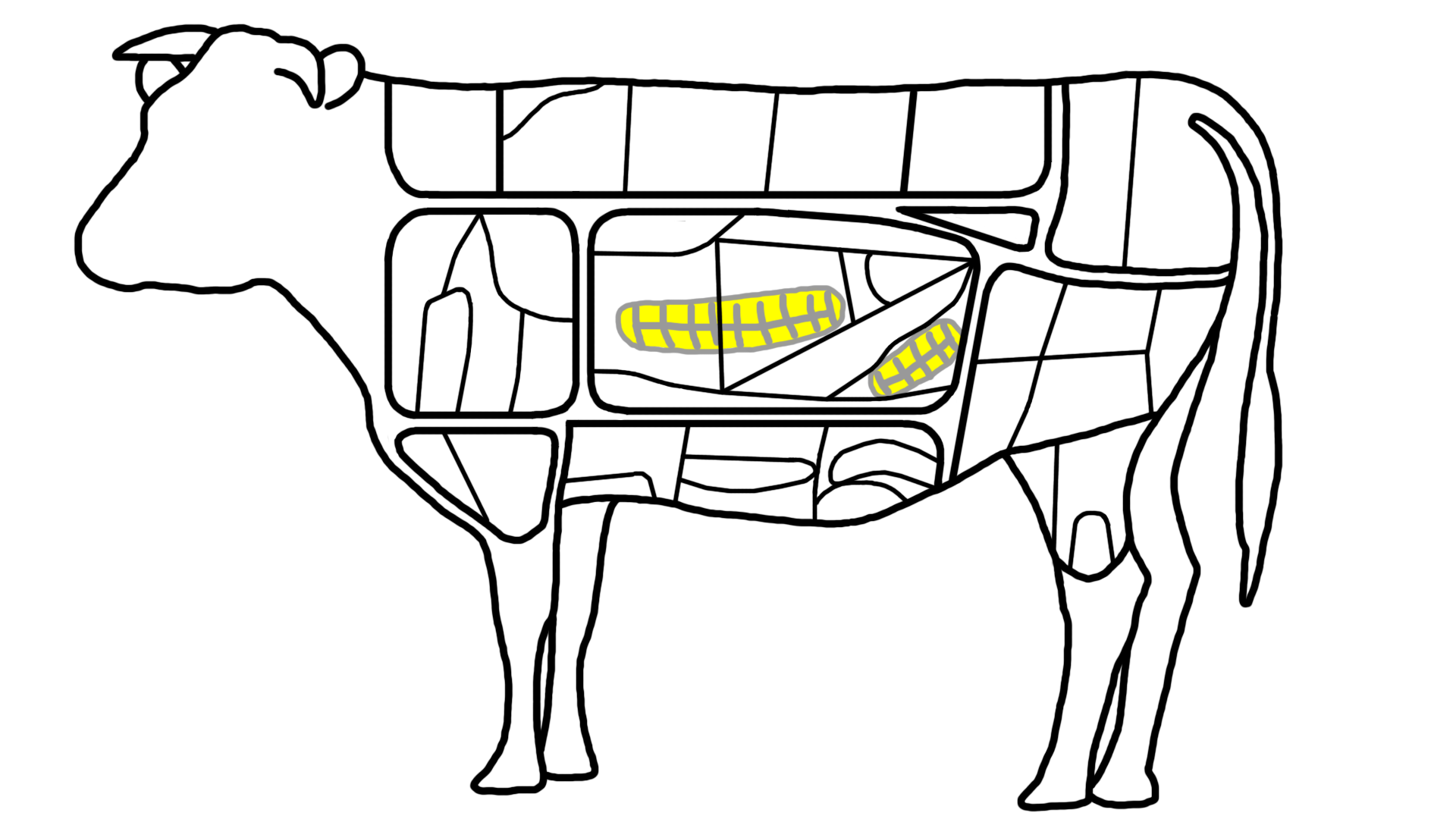
갈비살
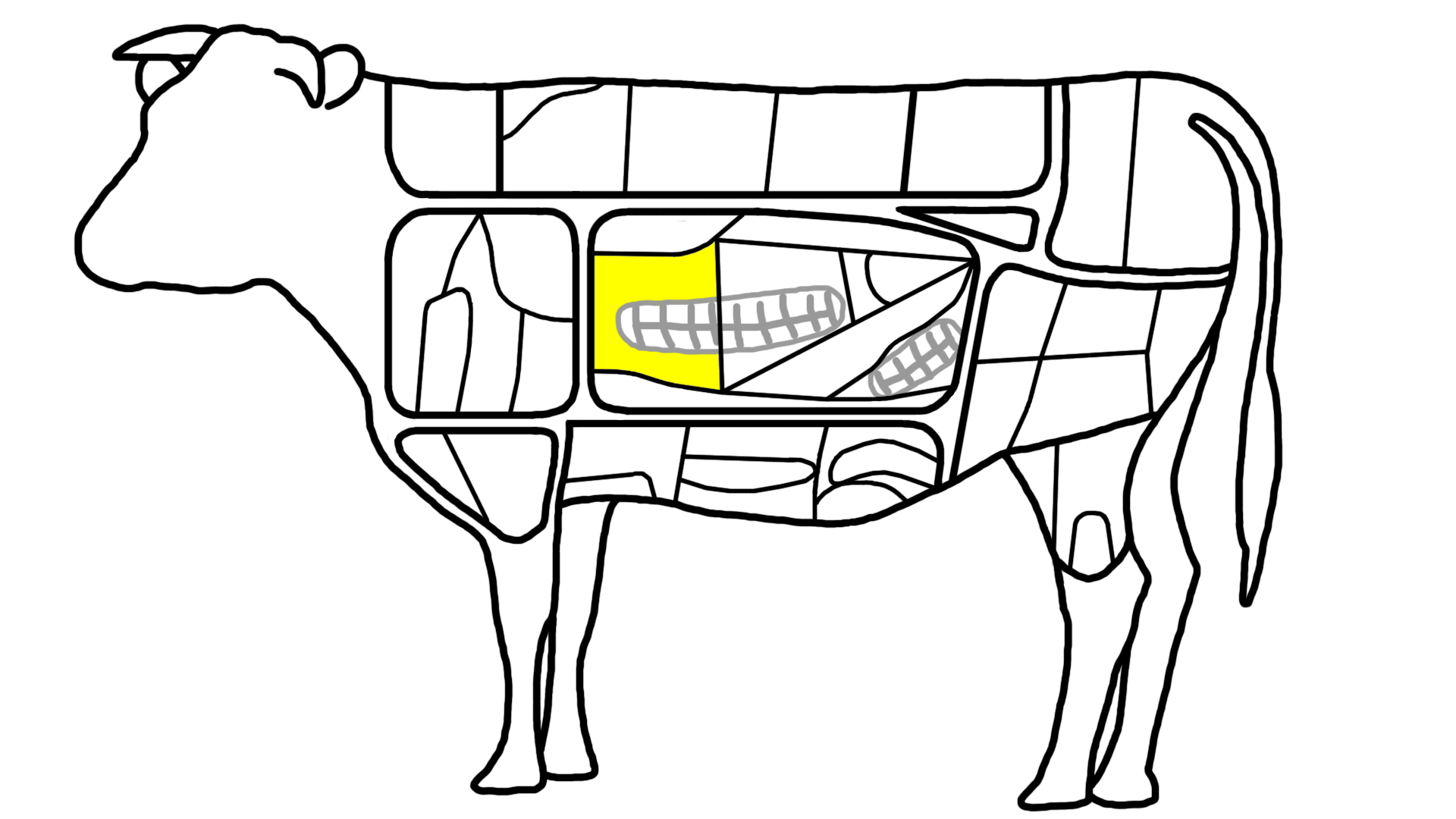
본갈비
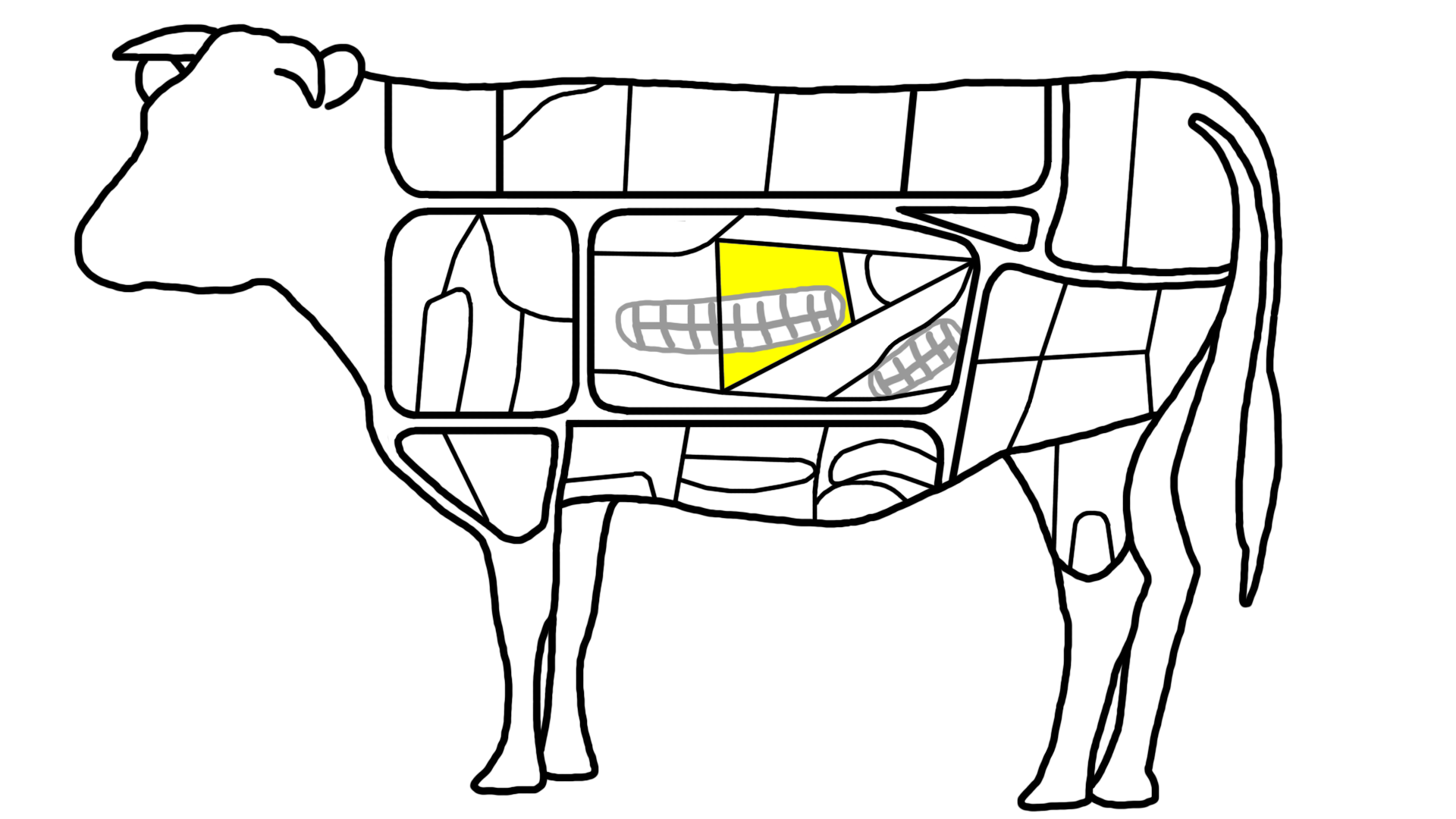
꽃갈비
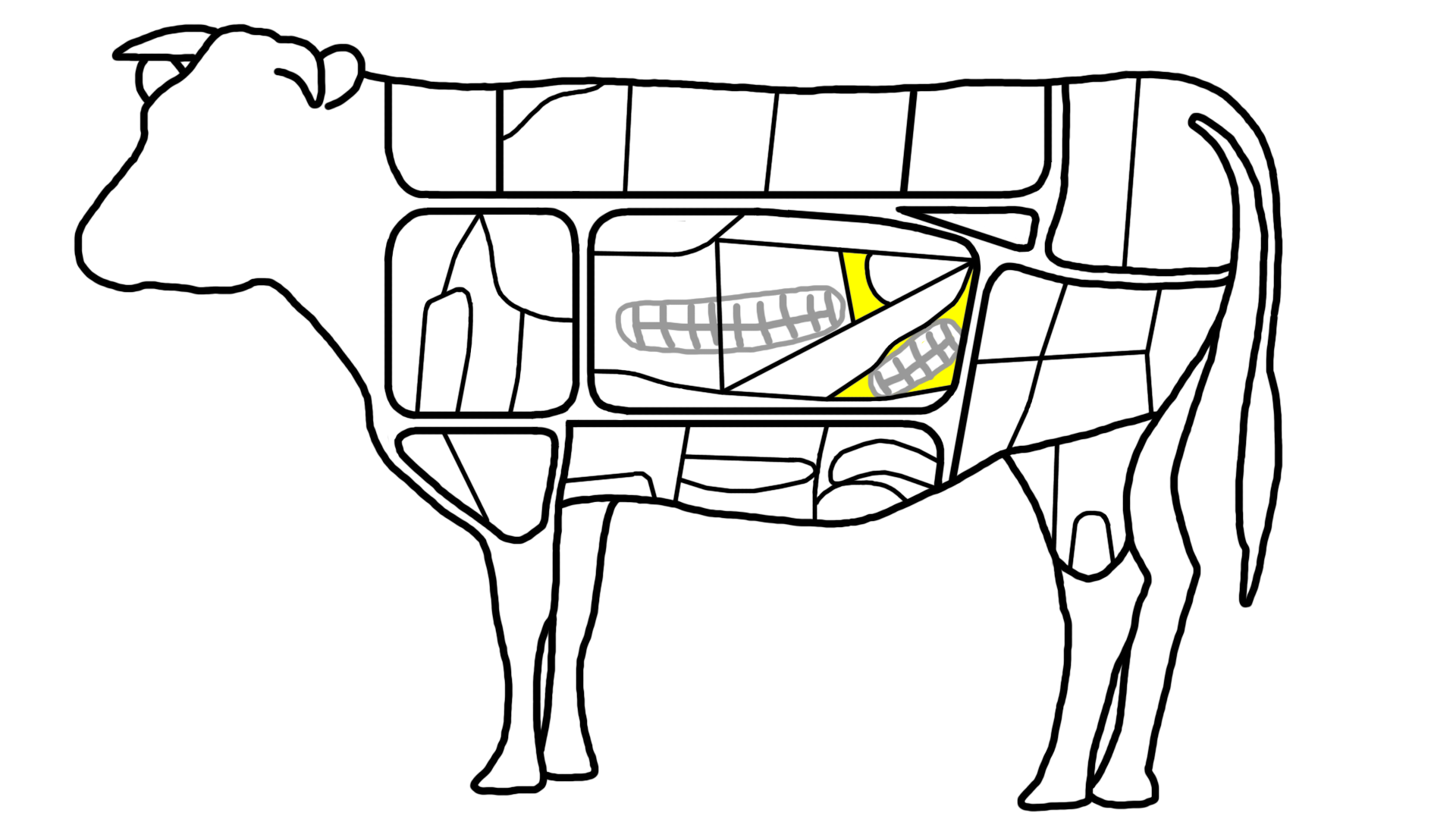
참갈비
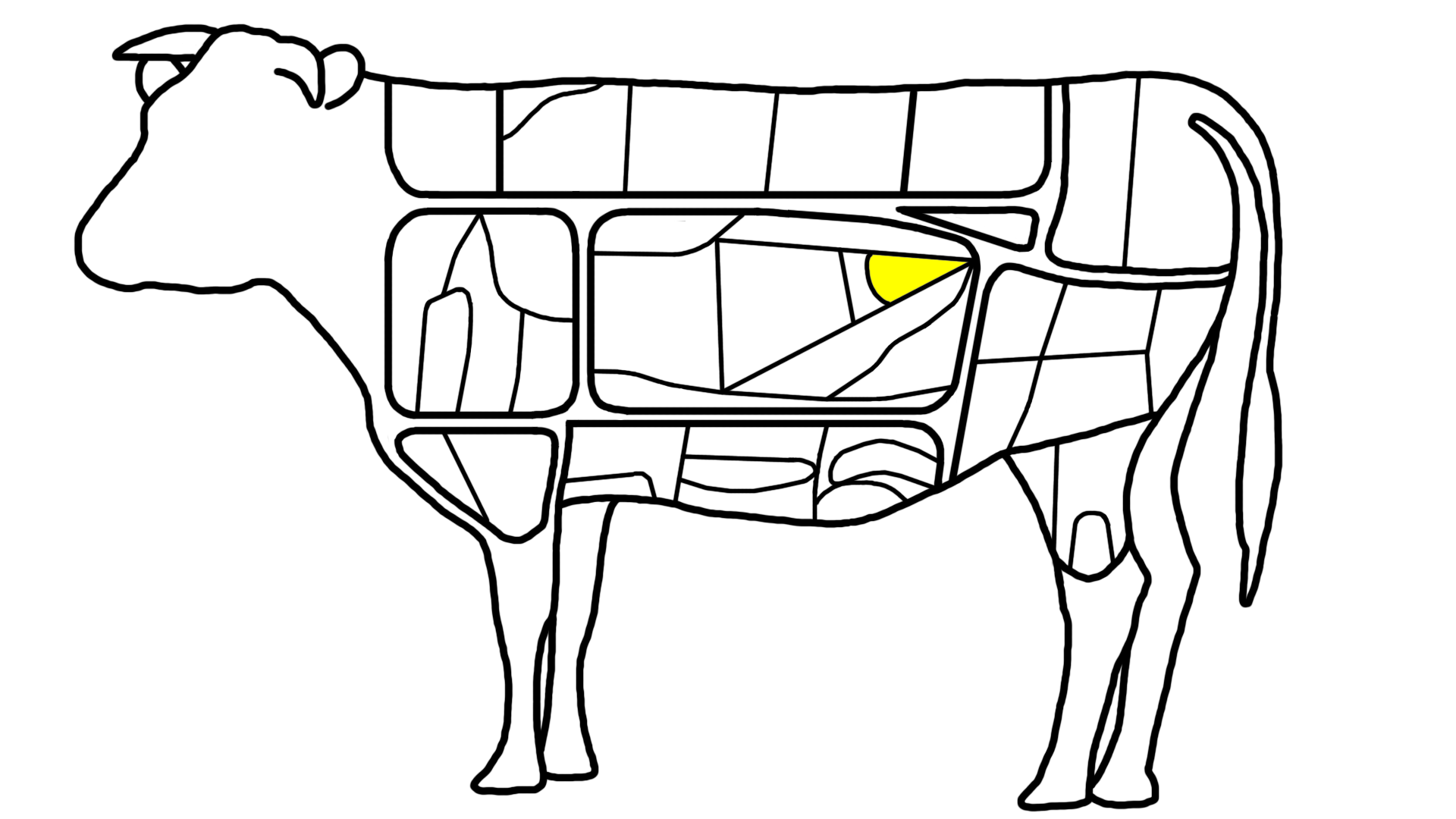
토시살
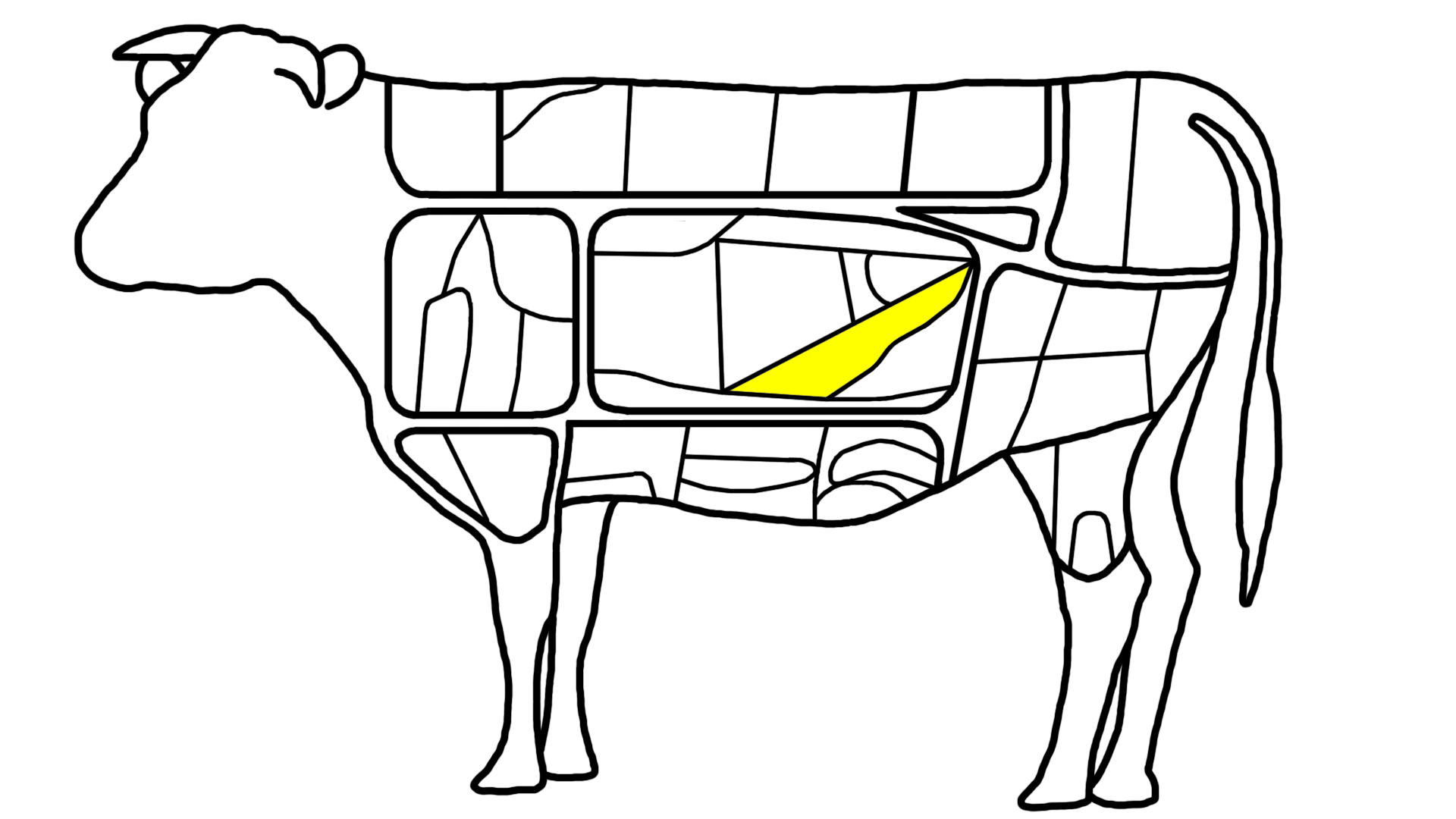
안창살

## 같이 보기
- 리브
- 쇼트 로인